# Traunstein
Traunstein je grad u njemačkoj saveznoj pokrajini Bavarskoj i nalazi se u okrugu Traunsteinu.

## Zemljopis
Općina se nalazi na nadmorskoj visini od 591 metara. Površina općine iznosi 48,5 km². U samom mjestu je, prema procjeni iz 2014. godine, živjelo 19.365 stanovnika. Prosječna gustoća stanovništva iznosi 385 stanovnika/km². 

## Gradovi prijatelji
Traunstein ima uspostavljenu prijateljsku suradnju sa sljedećim gradovima:
| - Wesseling, Njemačka (1985.) - Gap, Francuska (1977.) - Pinerolo, Italija (1987.) - Haywards Health, (Zapadni Sussex), Ujedinjeno Kraljevstvo (1993.) |

## Traunstejnski gradski kotari
Traunstein je podijeljen na 63 Gradskih Kotara:
| - Abstreit - Alterfing - Axdorf - Bach - Baumgarten - Bergwiesen - Buchfelln - Büchling - Daxerau - Einham - Empfing - Eppenstatt - Gamm - Geißing - Gerating - Graben | - Guntramshügl - Haslach - Haunstätt - Hochberg - Hochöd - Höfen - Holzleiten - Höpperding - Hütt - Irlach - Kaltenbach - Kammer - Kirchleiten - Kotzing - Kronacker - Langmoos | - Leiderting - Lüfteneck - Marberloh - Mayerhofen - Mitterbichl - Neuhausen - Neuling - Oberhaid - Obersöln - Öd in der Pechschneid - Paulöd - Preising - Reichsberg - Rettenbach - Riederting - Roitwalchen | - Rutzöd - Schinagl - Schmidham - Schwaig - Schwober - Seiboldsdorf - Siegelberg - Sparz - Tinnerting - Traunstein - Traunstorf - Unterhaid - Untersöln - Wegscheid - Wolkersdorf |